# قلیچ (سلاح)

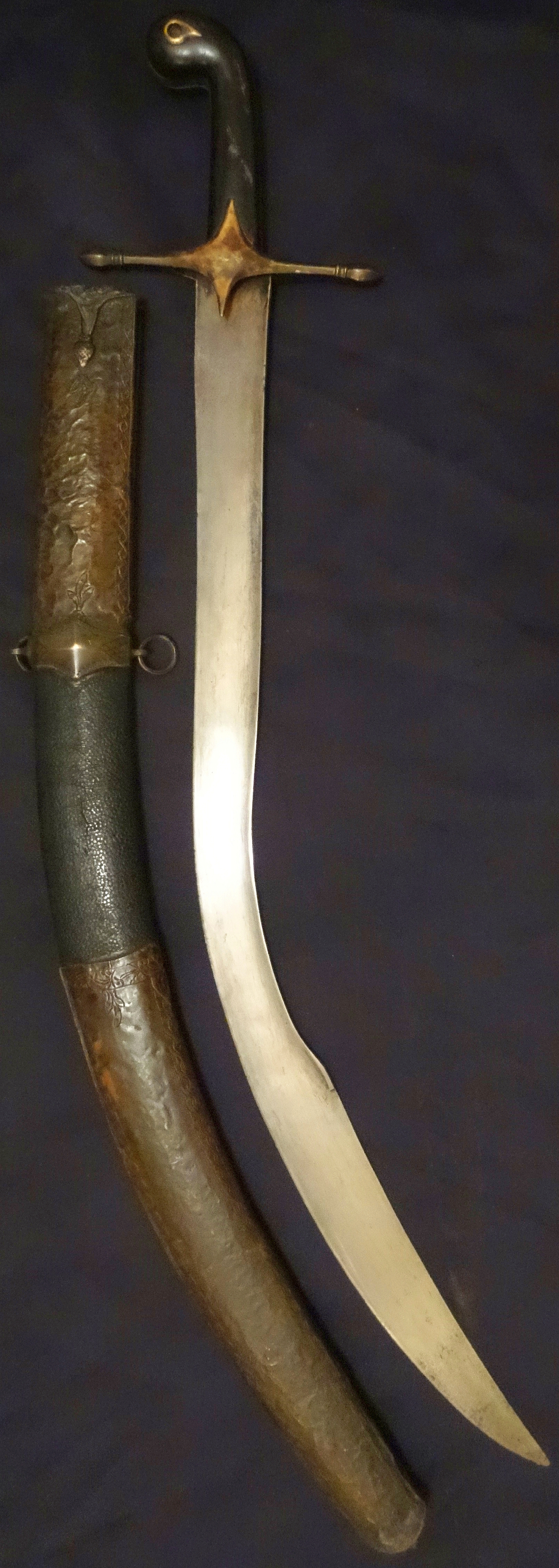

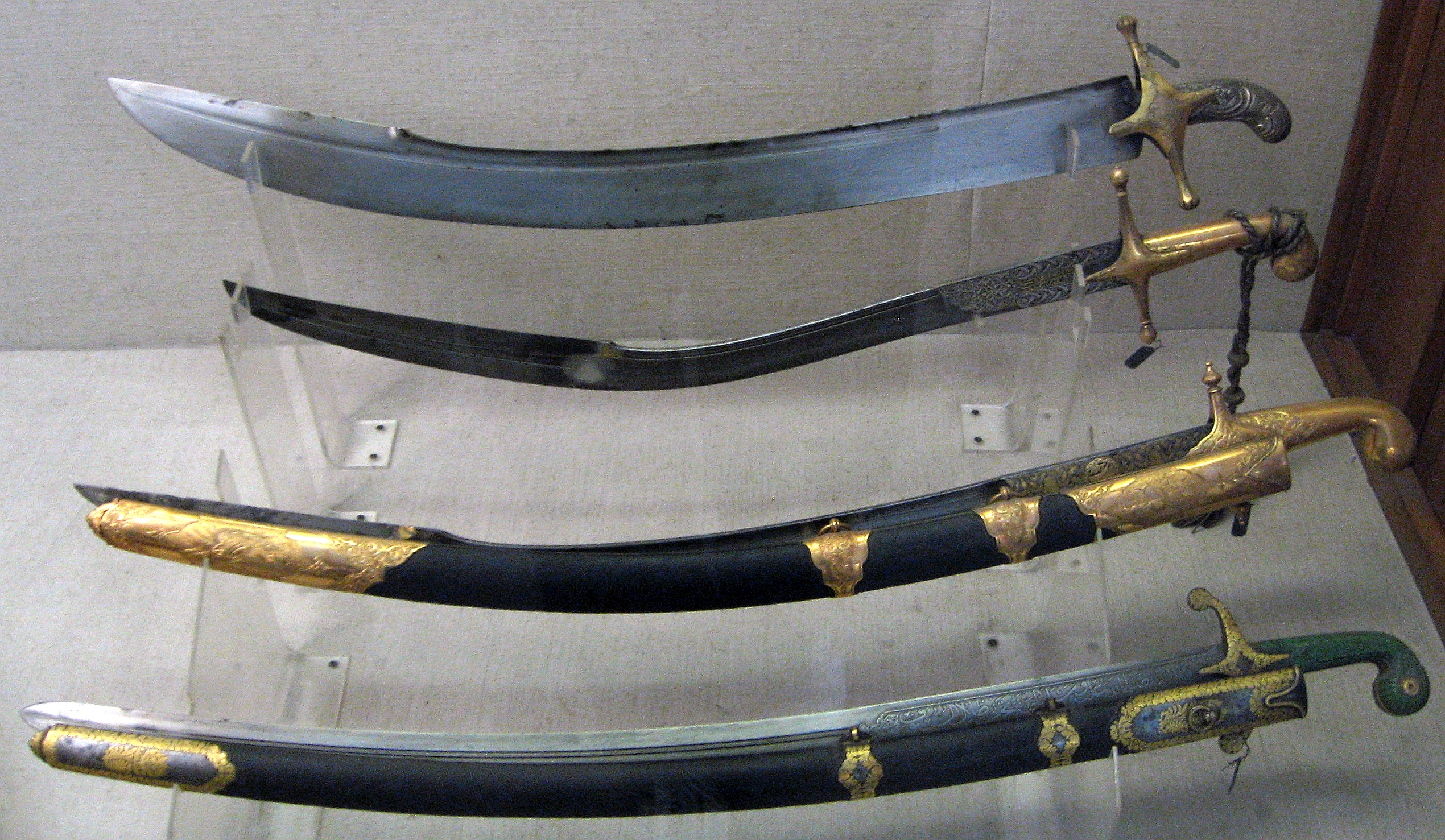

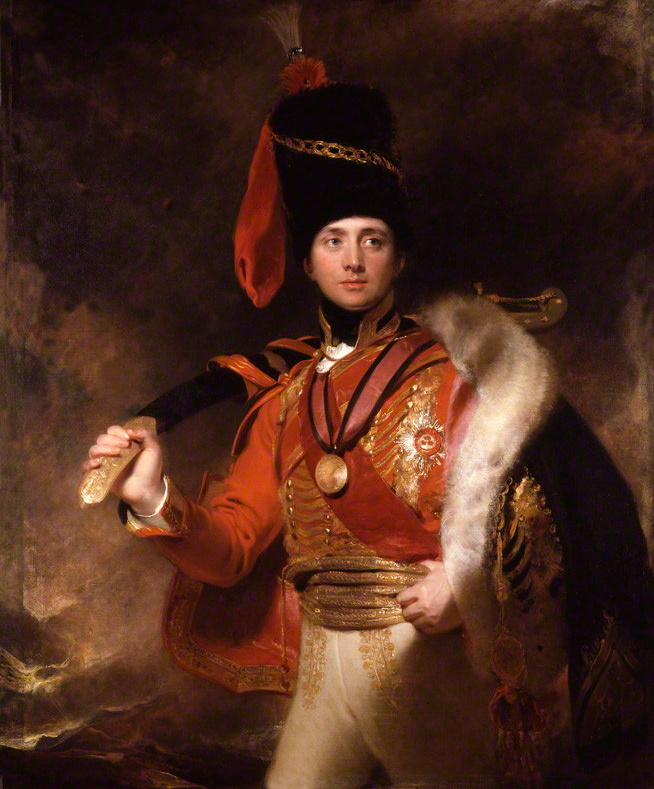
ژنرال هوسر بریتانیایی با یک قلیچ غلافدار ساخت ترک‌ها (۱۸۱۲).

قلیچ (از ترکی kılıç به معنای «شمشیر») نوعی شمشیر تک لبه و با خمیدگی متوسط است که توسط امپراتوری سلجوقی، امپراتوری تیموری، سلطنت مملوک، امپراتوری عثمانی و سایر خاقانات ترک استپ‌های اوراسیا و ترکستان استفاده می‌شد. این تیغه‌ها از شمشیرهای ترکی-مغولی قبلی که در سرزمین‌های تحت کنترل یا تحت تأثیر مردم ترک استفاده می‌شد، ایجاد شدند.

## خاستگاه
تُرک‌های آسیای مرکزی از اواخر دوره شیونگ‌نو شروع به استفاده از شمشیرهای مخصوص سواره نظام منحنی شکل کردند. اولین نمونه از شمشیرهای ترکی منحنی و تک لبه مربوط به اواخر امپراتوری شیونگ‌نو و گوک‌ترک‌ها است. این شمشیرها از فولاد با کربن بالا و با تیغه‌های بلند و کمی خمیده با یک لبه تیز ساخته می‌شدند.
در قرون وسطی، مردم ترک آسیای مرکزی از طریق اسلام با تمدن‌های خاورمیانه در تماس بودند. ممالیک ترک که تحت حکومت خلفای اموی و عباسی خدمت می‌کردند، انوع «قلیچ» را به تمام فرهنگ‌های دیگر خاورمیانه معرفی کردند. پیش از این، اعراب و ایرانیان از شمشیرهای تیغه مستقیم مانند انواع قبلی سیف عربی، تاکوبا و کسکارا استفاده می‌کردند.
در دوران مسلمان شدن ترک‌ها، قلیج در میان سپاهیان اسلام رواج بیشتری یافت. هنگامی که امپراتوری سلجوقی به ایران حمله کرد و اولین قدرت سیاسی مسلمان ترک در غرب آسیا شد، قیلیج به گونه غالب و رایج شمشیر تبدیل شد. شمشیر ایرانی در دوره امپراتوری ترک سلجوقی ایجاد شد.
پس از حمله ترک‌ها به آناتولی، این نوع شمشیر توسط قبایل ترکمان به مقر آینده امپراتوری عثمانی منتقل شد. در طول جنگ‌های صلیبی، ترک‌های آناتولی اولین هدفی بودند که توسط ارتش‌های اروپایی مورد حمله قرار گرفتند، و اروپایی‌ها شمشیرهای خمیده آنها را به‌عنوان شمشیر تخیلی «ساراسین‌ها»، نوع شمشیر عمومی برای همه «شرقی‌ها» به اشتباه تلقی کردند.